# Unione Montana del Pinerolese
L'Unione Montana del Pinerolese è l'ente che dal 1º gennaio 2016 è subentrato alla Comunità Montana del Pinerolese per i territori della Val Pellice e Pedemontano Pinerolese. Si tratta di un ente territoriale denominato Unione di Comuni e normato da apposita legislazione. L'Unione Montana del Pinerolese è composta da 13 comuni della Val Pellice e del pedemontano Pinerolese.

## Caratteristiche
L’Unione Montana del Pinerolese è situata nel cuore delle Alpi Cozie: ad ovest vi è la Francia, a nord le valli Chisone e Germanasca e la Val Susa, a sud la Val Po e ad est la pianura torinese.
L’Ente è stato istituito in base al dettato della L.R. 3/2014. La forma associativa è stata istituita in data 07/01/2014 e ha una durata di  dieci anni.
Attualmente il presidente in carica è Duilio Canale, sindaco del comune di Luserna San Giovanni.

## I comuni
L'Unione Montana del Pinerolese comprende 13 comuni della Val Pellice e del territorio pedemontano intorno a Pinerolo; nello specifico si tratta dei comuni di Angrogna, Bibiana, Bobbio Pellice, Bricherasio, Luserna San Giovanni, Lusernetta, Prarostino, Roletto, Rorà, San Pietro Val Lemina, San Secondo di Pinerolo, Torre Pellice (dove risiede la Sede Legale) e Villar Pellice.

## Territorio
Il territorio dell’Unione Montana del Pinerolese comprende la Val Pellice e la zona pedemontana intorno alla città di Pinerolo (Val Noce, Val Lemina, bacino dei torrenti Chisola e Chiamogna), per un’estensione territoriale pari a 369,93 km².

## Minoranze linguistiche
Il territorio dell'Unione Montana del Pinerolese è riconosciuto, conformemente all'art. 2 della legge 482/1999, come sede di Minoranze Linguistiche d'Italia.
Nello specifico sono riconosciute le minoranze di lingua: occitana e francese.